# Савченко Олександр Миколайович
Олекса́ндр Микола́йович Са́вченко — сержант Збройних сил України, учасник російсько-української війни.

## Нагороди
19 липня 2014 року — за особисту мужність і героїзм, виявлені у захисті державного суверенітету та територіальної цілісності України, вірність військовій присязі під час російсько-української війни, відзначений — нагороджений орденом «За мужність» III ступеня.